# 纯纯 (游戏)
纯纯（日语：ぴゅあぴゅあ）是日本KLEIN公司在2004年5月28日发售的戀愛冒險類型成人遊戲，2005年1月27日移植到PS2平台由DATAM POLYSTAR发售。

## 登场人物
結城 潤（ゆうき じゅん）
男主角。
结城雏田（ひなた） 声優：金松由花（PC）／井上みゆ（PS2）

结城幸（さち） 声優：大野まりな

户张泉美（とばり） 声優：大波こなみ（PC）／幡宮かのこ（PS2）

結城美和（ゆうき みわ） 声優：MARIO
主角的親生妹妹，擅长料理。
御堂拓也（みどう たくや） 声優：野島健兒（PS2）
主角的同级生。

## 制作人员
- 劇本：渡部好範
- 原画/人物设计：桜沢いづみ
- 音樂：滝沢淑行

## 主題曲
OP主题曲『under the moonlight』
作詞：林ゆみこ　作曲：滝沢淑行　歌：立花みづき
ED主题曲『アリガト。』
作詞：kenko-p　作曲：鈴木康純　歌：YOU-CO
印象曲『Destiny』
作詞：kenko-p　作曲：鈴木康純　歌：YOU-CO